# نیروگاه هسته‌ای شماره یک فوکوشیما

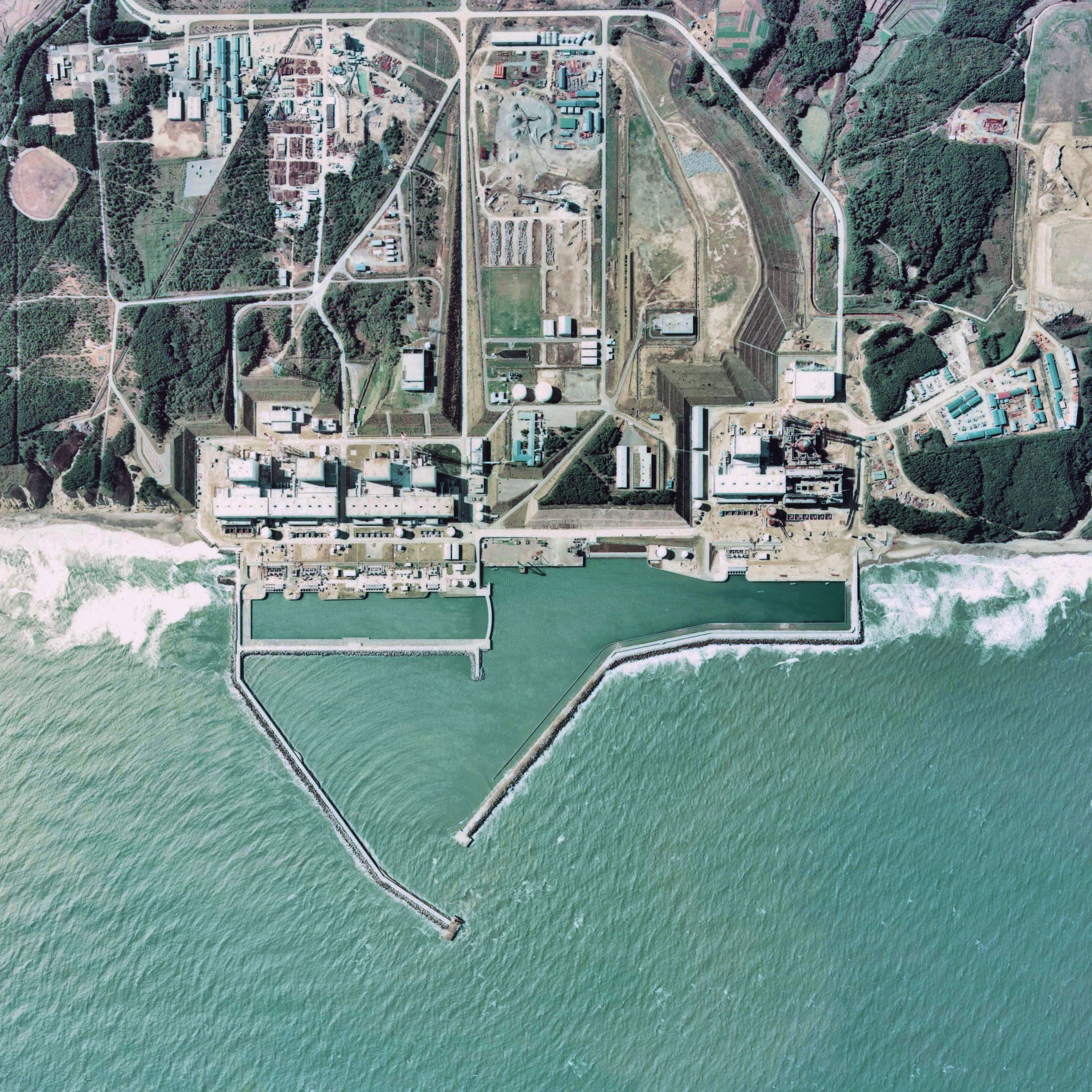
نمای هوایی از نیروگاه هسته‌ای شماره یک فوکوشیما، ۱۹۷۵

نیروگاه هسته‌ای شماره یک فوکوشیما (به ژاپنی: 福島第一原子力発電所 Fukushima Dai-ichi Genshiryoku Hatsudensho) که با نام فوکوشیما دای‌ایچی نیز شناخته می‌شود (دای‌ایچی 第一 به معنای شماره یک است)، یک نیروگاه هسته‌ای از کار افتاده با وسعت ۳٫۵ کیلومتر مربع است که در محدوده دو شهر اوکوما و فوتابا در استان فوکوشیما در کشور ژاپن قرار گرفته است.
این نیروگاه دارای ۶ راکتور آب جوشان است و رآکتور اول آن در ۲۶ مارس ۱۹۷۱ آغاز به تولید برق کرده است. این راکتورهای آب‌سبک در مجموع ۴٫۷ گیگاوات برق تولید کرده و از بزرگ‌ترین نیروگاه‌های هسته‌ای جهان محسوب می‌شده‌اند.
نیروگاه شماره یک فوکوشیما نخستین نیروگاه هسته‌ای بود که به‌طور کامل توسط شرکت نیروی برق توکیو (TEPCO) ساخته و اداره شد. در زمین‌لرزه بزرگ شرق ژاپن در ۱۱ مارس ۲۰۱۱، خسارات عظیم و غیرقابل جبرانی به این نیروگاه وارد شد.
نیروگاه هسته‌ای شماره دو فوکوشیما نیز در جنوب این نیروگاه قرار دارد و توسط تپکو (شرکت نیروی برق توکیو) گردانده می‌شود.

## حادثه اتمی ۲۰۱۱

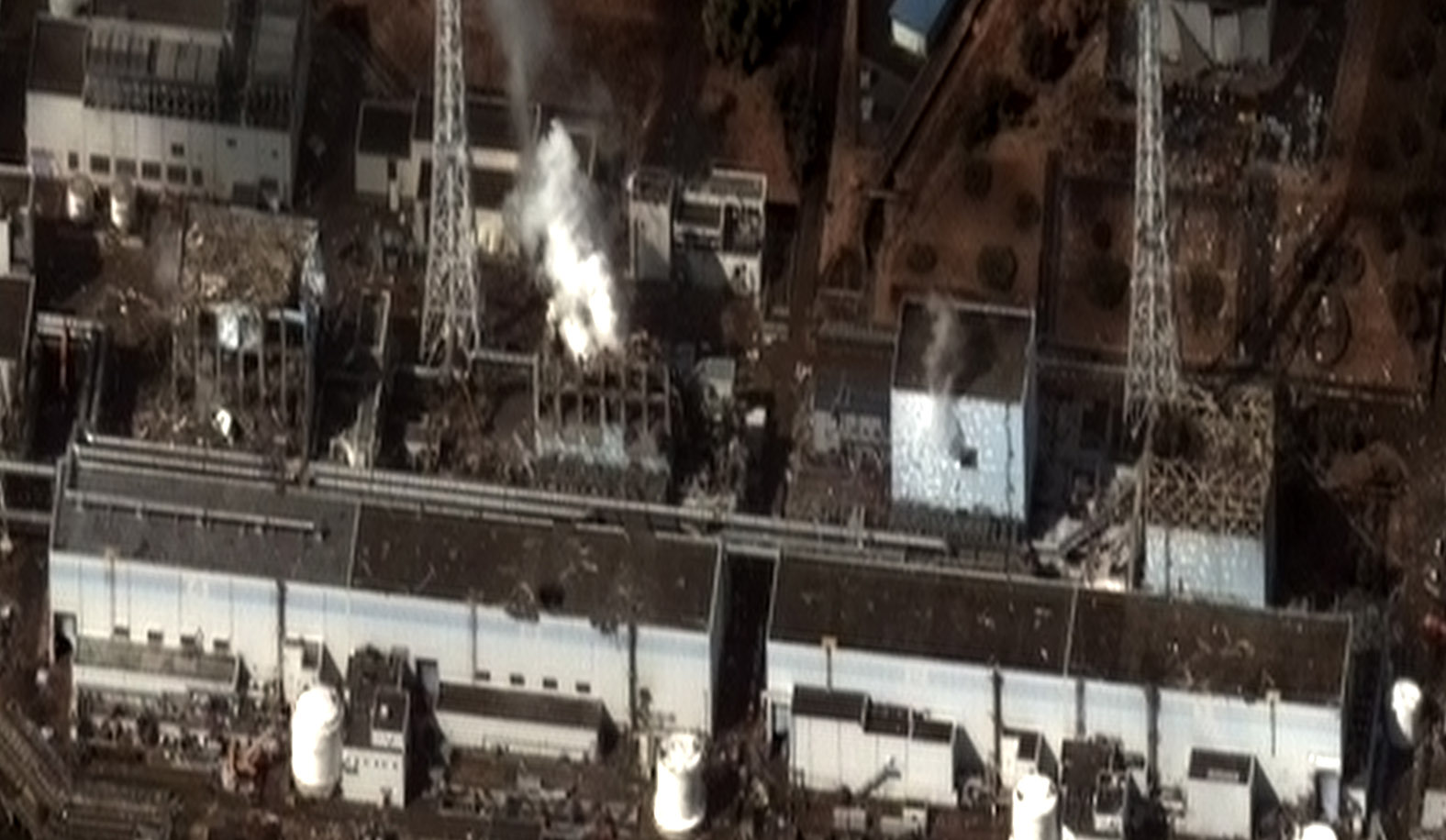
نیروگاه هسته ای شماره یک فوکوشیما پس از زلزله و سونامی توهوکو در سال ۲۰۱۱.

در ۱۴ و ۴۶ دقیقه بعدازظهر روز ۱۱ مارس ۲۰۱۱ زمین‌لرزه‌ای عظیم با قدرت ۹٫۰ درجه در شرق ژاپن در ساحل اقیانوس آرام به وقوع پیوست و سونامی‌های پرقدرتی که در پی آن به نیروگاه برخورد کرد سبب از کار افتادن سامانه‌های خنک‌کننده رآکتورها و شکل‌گیری حادثه اتمی نیروگاه فوکوشیما شد. سقف رآکتور شماره یک و رآکتور شماره سه در اثر انفجاری که از تجمع احتمالی هیدروژن رخ داده است متلاشی شده و شواهدی از ذوب‌شدن سوخت هسته‌ای در رآکتورهای شماره یک، دو و سه وجود دارد. تاکنون تلاش‌های شرکت نیروی برق توکیو (TEPCO) برای پاکسازی و برچیدن این نیروگاه با شکست مواجه شده است. آن‌ها از ربات‌ها برای دیدن رآکتورها و جستجوی سوخت‌های هسته‌ای استفاده می‌کنند اما ربات‌ها نیز به دلیل سطح بالای تشعشعات از کار می‌افتند.

## نگارخانه

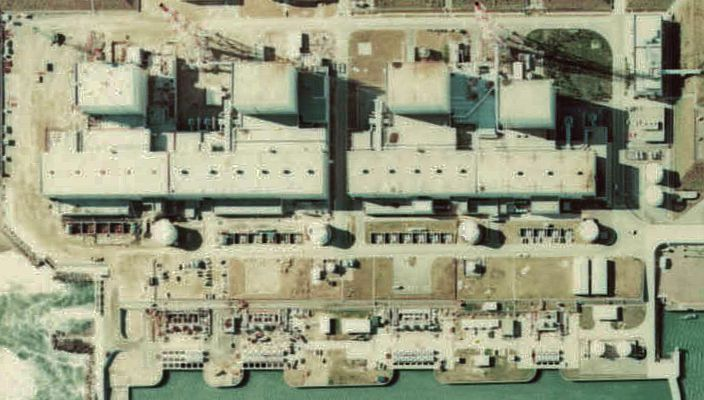
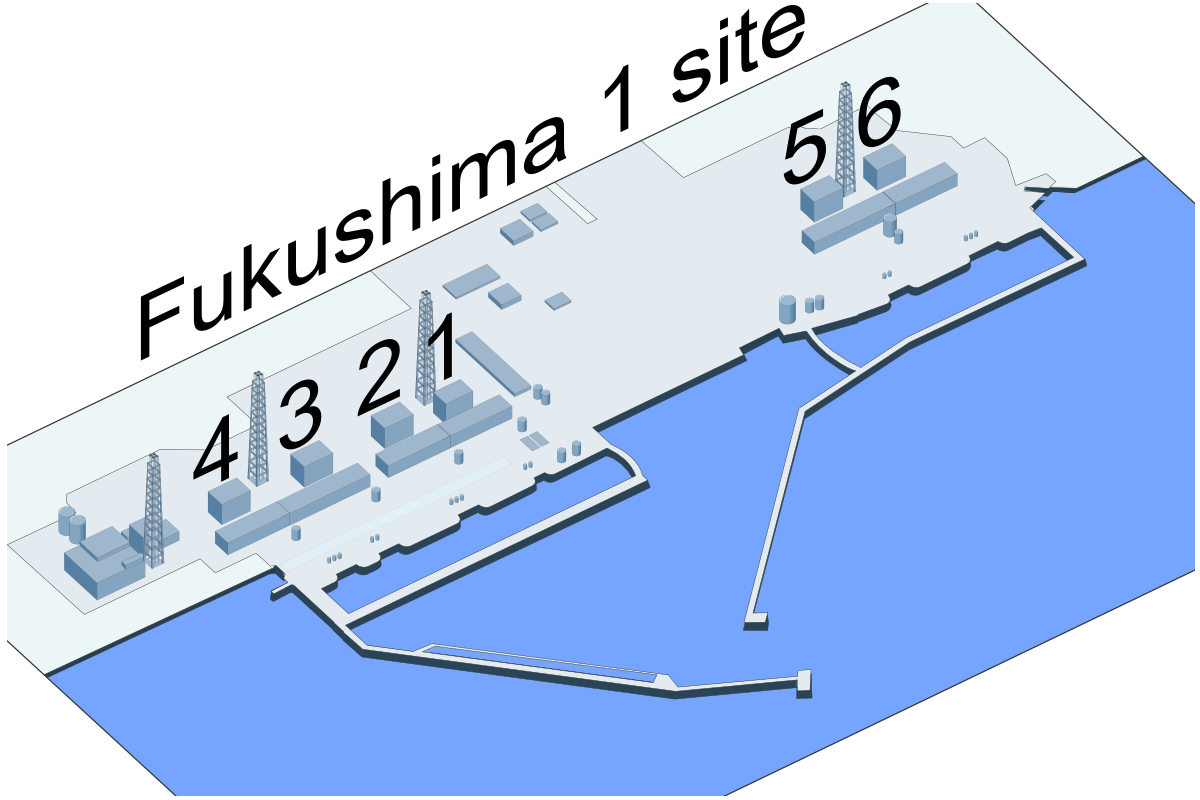